# El Cóndor en Nueva York
El Cóndor en Nueva York (titulada ocasionalmente Súper Cóndor 2) es una película de superhéroes peruana-estadounidense del año 2018, bajo la dirección de Alejandro Nieto-Polo y escrita por José Luis Ruiz y Jorge Cerna. Es la secuela de la película peruana de 2015 Súper Cóndor, protagonizada por el actor Gerardo Zamora, quién retoma el rol después de tres años.

## Elenco
Los actores que participan en esta película son:
- Gerardo Zamora como Pedro «Súper Cóndor/el Cóndor».
- José Luis Ruiz como Jorge Martínez.
- Matthew Cullipher como Damián Dimitri.
- Ángelo Paravalos como Frank Smith.
- Ricardo J. Salazar como Agente Ramírez.
- Yesi Rodríguez como Agente Rogers.
- Iván Andia como Agente Fernández.
- Lucio Fernández como Fernando Valenzuela.
- Asier Kintana como Juan Jiménez.
- Ivana Loli como Claudia Smith.

## Producción
El rodaje es la secuela del otro formato Súper Cóndor de 2015, la cual fue grabada en el Perú. Se hizo su traslación a Estados Unidos, donde duró 20 días de grabación en diferentes lugares de New York.  El 90% del total de la película se rodó en la dicha ciudad.[cita requerida]

## Recepción
El Cóndor en Nueva York se estrenó el 15 de septiembre de 2018 en cines de Estados Unidos y México. El 15 y 16 de enero de 2021 llegó a los autocines peruanos.